# Rümpfwald
Der Rümpfwald ist ein Waldgebiet im Landkreis Zwickau in Sachsen.

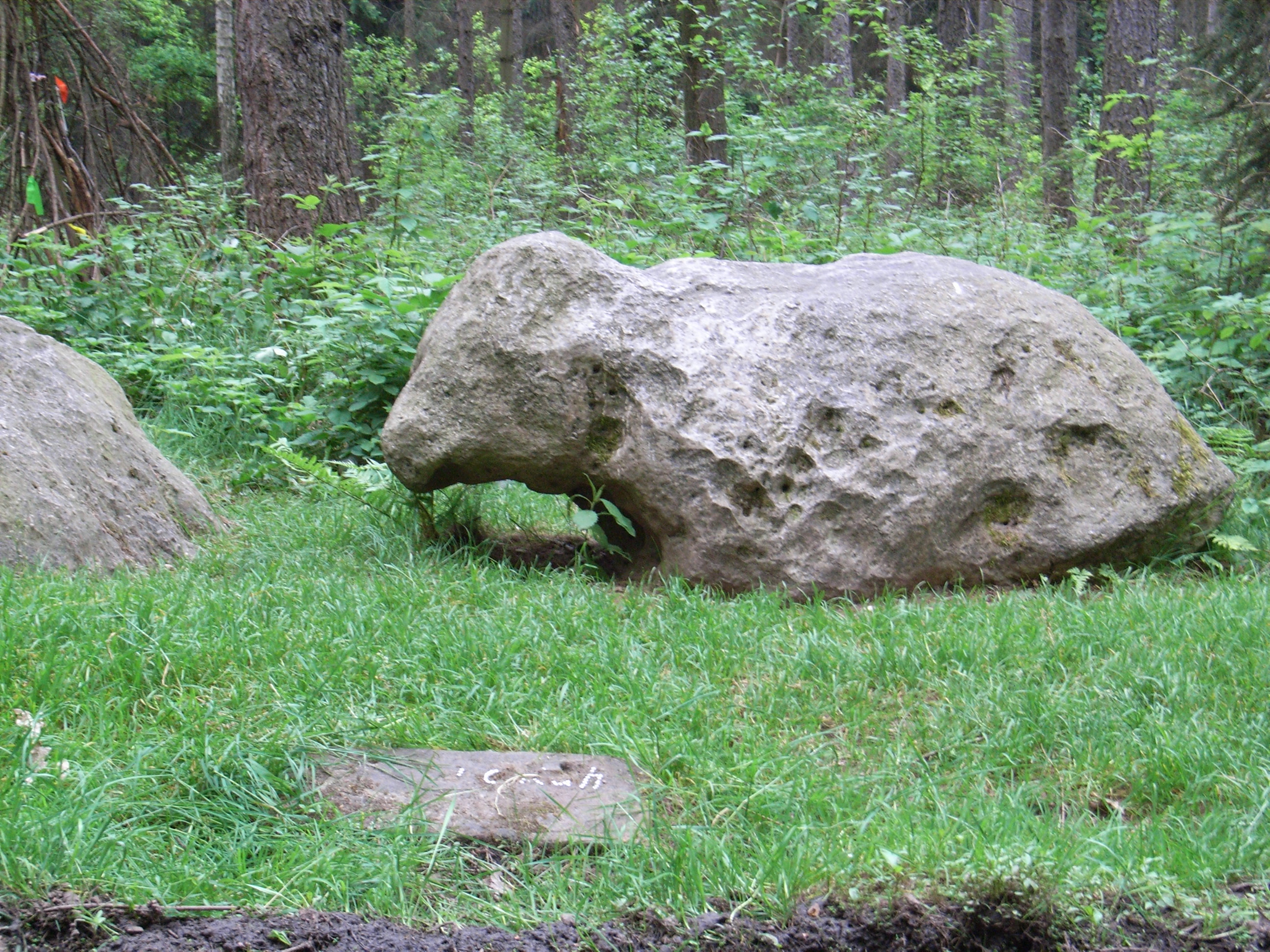
Steinerne Kuh

Der etwa 750 ha große Rümpfwald liegt zwischen Lichtenstein, Mülsen St. Micheln, Niederlungwitz, Stangendorf, St. Egidien, Glauchau, Thurm und Voigtlaide. Es ist das zweitgrößte geschlossene Waldgebiet im Erzgebirgischen Becken.
Während bis zum Ende des 18. Jahrhunderts der Rümpfwald neben Buchen, Eichen, Erlen und Linden vorwiegend  aus Tannen und Weißfichten bestand, wurden seitdem vor allem Lärchen und Fichten angepflanzt.
Versteckt liegt ein Ausflugsziel: Die „Steinerne Kuh“, ein Naturdenkmal in Tiergestalt. Es ist ein Knollenstein, der aus Braunkohlenquarzit besteht.
Seit dem 12. Juli 1968 hat der Rümpfwald teilweise den Status eines Landschaftsschutzgebietes (Am Rümpfwald).
Im Rümpfwalde befand sich das König-Georg-Stift, ein Genesungsheim für den Bezirk der Amtshauptmannschaft Glauchau, mit einer Posthilfstelle. Das Gebäude wurde in den 1930er Jahren als Gebietsführerschule der Hitler-Jugend Sachsen genutzt.